# Ancistrus cuiabae
Az Ancistrus cuiabae a sugarasúszójú halak (Actinopterygii) osztályának harcsaalakúak (Siluriformes) rendjébe, ezen belül a tepsifejűharcsa-félék (Loricariidae) családjába tartozó faj.

## Előfordulása
Az Ancistrus cuiabae Dél-Amerikában őshonos. A brazíliai Cuiabá folyó medencéjében és a Paraguay folyó felső szakaszánál található meg.

## Megjelenése
Ez a tepsifejűharcsa-faj elérheti a 11,5 centiméter hosszúságot.

## Életmódja
A trópusi édesvizeket kedveli. A folyómedrek fenéken él és keresi meg a táplálékát.